# Dulce García
Pour les articles homonymes, voir García.
Dulce Margarita García Gil, née le 2 juillet 1965 à Puerto Padre et morte le 8 septembre 2019 à Cuba, est une athlète cubaine.

## Palmarès
| Date | Compétition                                      | Lieu               | Résultat | Épreuve           | Lancer  |
| ---- | ------------------------------------------------ | ------------------ | -------- | ----------------- | ------- |
| 1986 | Championnats ibéro-américains                    | La Havane, Cuba    | 2e       | Lancer du javelot | 59,60 m |
| 1988 | Championnats ibéro-américains                    | Mexico, Mexique    | 2e       | Lancer du javelot | 61,83 m |
| 1989 | Championnats d'Amérique centrale et des Caraïbes | San Juan           | 2e       | Lancer du javelot | 61,18 m |
| 1991 | Jeux panaméricains                               | La Havane, Cuba    | 1re      | Lancer du javelot | 64,78 m |
| 1991 | Championnats du monde                            | Tokyo, Japon       | 7e       | Lancer du javelot | 62,68 m |
| 1992 | Championnats ibéro-américains                    | Séville, Espagne   | 1re      | Lancer du javelot | 57,38 m |
| 1992 | Jeux olympiques                                  | Barcelone, Espagne | 8e       | Lancer du javelot | 58,26 m |